# Clavichorema
Clavichorema is een geslacht van schietmotten van de familie Hydrobiosidae.

## Soorten
- C. capillatum F Schmid, 1955
- C. complicatissimum F Schmid, 1955
- C. chiloeanum F Schmid, 1955
- C. pescaderum OS Flint, 1983
- C. pillimpilli F Schmid, 1957
- C. purgatorium OS Flint, 1969
- C. trancasicum F Schmid, 1955